# Angelika Kirchschlager

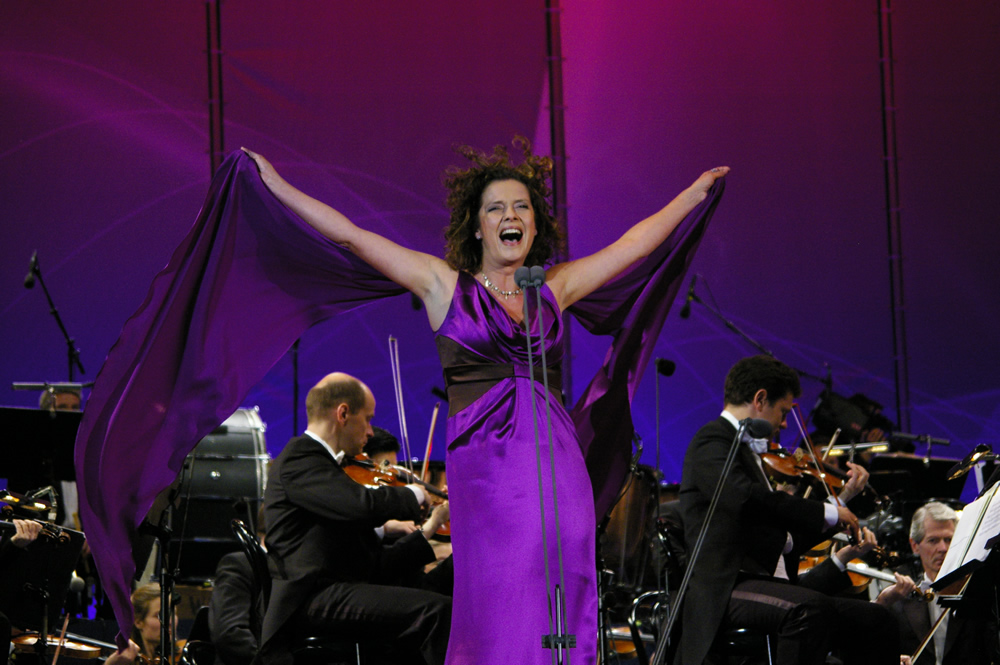
Foto de Angelika Kirchschlager.

Angelika Kirchschlager (Salzburgo, 1966) foi uma mezzo-soprano austríaca.
Começou a estudar canto no Mozarteum em Salzburgo, onde ela estudou percussão e piano. Em 1984 foi para a Academia de Música de Viena, onde ela estudou com Gerhard Kahry e Walter Berry. Seus primeiros engajamentos foram na Ópera Estatal de Viena e na Casa de Ópera de Graz. Angelika Kirchschlager venceu o terceiro prêmio da Competição de Cantores Internacionais Hans Gabor Belvedere em 1991. Sua estréia foi em Graz em 1993 como Octavian em Der Rosenkavalier. Em 1993 ela se tornou membro da Ópera Estatal de Viena e fez sua estréia na companhia como Cherubino em Le Nozze di Figaro (Mozart).
Em 2002 cantou o papel de Sophie na estréia mundial de Sophie's Choice, de Nicholas Maw na Royal Opera House de Londres, cuja estréia estadunidense aconteceu no mesmo ano, em versão revisada, na Ópera de Washington. Tornou-se uma cantora convidada do Festival de Lieder Schubertianas de Schwarzenberg, em Vorarlerg, Áustria.
Atualmente vive em Viena. Tem um filho, Felix, fruto do seu casamento com o barítono Hans Peter Kammerer.

## Personagens
- Annio (La clemenza di Tito)
- Cherubino (Le nozze di Figaro)
- The Composer (Ariadne auf Naxos)
- Dorabella (Così fan tutte)
- Idamante (Idomeneo)
- Lauretta (Gianni Schicchi)
- Mélisande (Pelléas et Mélisande)
- Niklausse/Muse (The Tales of Hoffmann)
- Octavian (Der Rosenkavalier)
- Orlofsky (Die Fledermaus)
- Rosina (Il barbiere di Siviglia)
- Sesto (Giulio Cesare)
- Silla (Palestrina)
- Sophie (Sophie's Choice (opera) de Nicholas Maw)
- Valencienne (Die lustige Witwe) de Franz Lehár
- Zerlina (Don Giovanni)
- Hänsel (Hänsel und Gretel) Hänsel und Gretel (opera) de Engelbert Humperdinck
- Carmen (Carmen)
- Ariodante (Ariodante)
- Clairon (Capriccio) Capriccio (opera), de Richard Strauss